# Чорнояр
Чорноя́р (рос. Чернояр) — село у складі Земетчинського району Пензенської області, Росія.
Населення — 268 осіб (2010; 489 у 2002).
Національний склад станом на 2002 рік:
- росіяни — 100 %